# O domine digne, venerabilis atque benigne
O domine digne, venerabilis atque benigne – incipit XV-wiecznego łacińskiego wiersza, który pełnił rolę studenckiej prośby o wsparcie finansowe. Autor utworu jest anonimowy.
Wiersz zbudowany jest z piętnastu wersów, głównie z leoninów (zob. heksametr daktyliczny). W rękopisie znalazła się także niemiecka parafraza tego utworu. Początek tekstu to apel do "łaskawego pana", któremu wiersz odczytuje jeden z wytypowanych żaków z prośbą o finansowe wsparcie. W wersach 6–9 przypominano, że jałmużna umożliwia zbawienie. W końcowych wersach (10–15) znalazła się modlitwa do Jezusa, aby wsparł uczniów i pana zsyłając łaskę, pocieszenie i chleb powszedni.
Tekst zapisano w kodeksie z 1451 (na wklejce przedniej okładki). Uczynili to żacy uczęszczający do szkoły parafialnej Bożego Ciała we Wrocławiu. Obecnie rękopis przechowywany jest w Bibliotece Uniwersytetu Wrocławskiego (sygn. I F 600). Jako pierwszy opublikował go Henryk Kowalewicz w "Pamiętniku Literackim" w 1973, a na język polski przełożył Zygmunt Kubiak.